# Incognito (stripblad)
Incognito was een smallpress-stripblad dat bestond in de periode 1993-1999. Het tijdschrift was opgericht met als doel onbekend striptalent een podium te bieden nadat begin jaren 90 diverse van dergelijke stripbladen ermee op waren gehouden.

## Geschiedenis en auteurs
Oprichter was, samen met Abel Schoenmaker, Robin Schouten (Zaandam, 14 juni 1969). Hij stond achttien nummers aan het roer als uitgever en hoofdredacteur en schreef ook regelmatig artikelen voor Incognito.
Tekenaars van het eerste uur waren onder anderen Jean-Marc van Tol, Marcel de Jong, Gijs Grob, Ulli Bürer, Fred de Heij, Marq van Broekhoven en Ruud de Grefte. Kort erna kwamen daar auteurs bij als Michiel de Jong, Chris Berg, Mark Hendriks, Ben Westervoorde, Maaike Hartjes, Erik Kriek en Floris Oudshoorn, later gevolgd door Jorg de Vos, Erik Wielaert en Charles Guthrie. Ook buitenlandse stripauteurs publiceerden in Incognito, zoals de Vlamingen Lode Devroe, Kim Duchateau en Nix. Bovengenoemde striptekenaars hebben allemaal een pagina geleverd voor Het Lieve Leven, een kettingstrip die in Incognito liep van het eerste tot en met het laatste nummer. De afsluitende pagina's werden voor het album gemaakt door Luuk Bode en Peter Pontiac.
Een aantal van de vroegere Incognito-tekenaars speelt ook nu nog een rol van betekenis in de Nederlandse stripwereld - Fokke & Sukke van Reid, Geleijnse en Van Tol is het bekendste voorbeeld. Andere stripauteurs doken regelmatig op in bladen als SjoSji, Zone 5300 en MYX.
Verscheen Incognito aanvankelijk elk kwartaal, later liep de frequentie terug en in 1999 kwam er een eind aan het stripblad.

## Incognito Comics en Schouten
De naam bleef nog enkele jaren doorleven in de Incognito Comics-reeks, een serie uitgaven van steeds 1 auteur op Amerikaans comicformaat. Het vijftiende en laatste deel van de Incognito-reeks, 'De zwarte ijscoman', verscheen in 2003 en is geschreven door Robin Schouten en getekend door Erik Wielaert.
Schouten zette zijn carrière in de stripwereld voort, eerst als redacteur en journalist van het stripblad MYX (2006-2008) en vanaf 2009 voor het herstarte stripblad Eppo, waar Schouten onder andere de Boekenkast-rubriek voor schrijft.